# Ole
Ole är ett danskt och norskt mansnamn, som är en smeknamnsform för Olav.
I den finlandssvenska namnsdagslängden har Ole namnsdag 29 juli sedan 1950.

## Personer med namnet Ole
- Ole Einar Bjørndalen, norsk skidåkare.
- Ole Frantsen, folkmusiker.
- Ole Hjorth, svensk folkmusiker
- Ole Paus, norsk trubadur.
- Ole Rømer, dansk astronom.
- Ole Bramserud, karaktär i Sällskapsrese-filmerna.